# والنتین یانین
والنتین یانین (روسی: Валентин Лаврентьевич Янин؛ ۶ فوریهٔ ۱۹۲۹ – ۲ فوریهٔ ۲۰۲۰) انسان‌شناس، باستان‌شناس، و تاریخ‌نگار اهل اتحاد جماهیر شوروی سوسیالیستی بود.
وی همچنین برندهٔ جوایزی همچون جایزه لنین، نشان زرین لومونسف، نشان لنین، و جایزه دولتی اتحاد شوروی شده‌است.